# Flavio Caselli
Flavio Giovanni Caselli (Manta, 28 agosto 1953 – Verzuolo, 7 settembre 2015) è stato un politico italiano.